# Sahand (oraș)
Sahand este un oraș din Iran.